# Grube Margaretha Josepha
Die Grube Margaretha Josepha ist eine ehemalige Galmei-Grube des Bensberger Erzreviers in Bergisch Gladbach. Das Gelände gehört zum Stadtteil Gronau.

## Geschichte
Aufgrund eines Mutungsgesuchs vom 12. Juli 1848 erfolgte die Verleihung des Grubenfeldes am 22. März 1849 auf Galmei. Am 24. Februar 1850 beschäftigte man einen Steiger sowie sechs Hauer und Haspelzieher, die Versucharbeiten ausführten. Der Betriebsbericht 1851 weist aus, dass man einen Steiger und elf Arbeiter beschäftigte;  im Jahr 1852 waren es ein Steiger, fünf Hauer, acht Schlepper und ein Scheidejunge. Am 21. Januar 1854 wird ein Maschinenschacht erwähnt, den man in Betrieb genommen hatte. Daraus ergibt sich, dass man eine Dampfmaschine aufgestellt hatte, um das Wasser besser aus der Grube zu pumpen. Über die weiteren Betriebstätigkeiten liegen keine Informationen vor.

## Lage und Relikte
Das Grubenfeld Margaretha Josepha befand sich lang gestreckt in dem Gebiet zwischen der Buchholzstraße und der Odenthaler Straße. Der Hauptbetriebspunkt der Grube lag südlich vom Bahndamm zwischen der Gronauer Kirche und der Straße Am Kuhlerbusch. Dort befindet sich heute u. a. ein schöner Abenteuerspielplatz. Relikte des Bergbaus sind nicht mehr zu finden.